# Москвичов Богдан Олександрович
Богдан Олександрович Москвичов (рос. Богдан Александрович Москвичёв, нар. 30 квітня 2004, Санкт-Петербург, Росія) — російський футболіст, воротар пітерського «Зеніта».
На правах оренди грає в клубі «Оренбург».

## Ігрова кар'єра

### Клубна
Богдан Москвичов народився в Санкт-Петербурзі і є вихованцем клубної академії місцевого «Зеніта». В червні 2022 року воротар почав свої виступи в дублюючому складі «Зеніт-2». Разом з молодіжною командою «Зеніта» Москвичов ставав срібним призером Молодіжної футбольної ліги.
Другу половину сезону 2023/24 Москвичов провів в оренді в клубі Другої ліги «Чайка» і допоміг команді вийти до Першої ліги. 21 червня 2024 року воротар знову був відправлений в оренду. 17 серпня в складі «Оренбурга» у матчі проти «Ростова» Москвичов дебютував в чемпіонаті Росії.

### Збірна
З 2019 по 2021 роки Москвичов грав за юнацькі збірні Росії. В листопаді 2023 року воротар дебютував в складі молодіжної збірної Росії.

## Титули
Зеніт
 Чемпіон Росії: 2022/23
 Переможець Суперкубка Росії: 2023